# Хвыля (село)
Хвыля (укр. Хвиля, до 2025 года — Волна) — село в Баштанском районе Николаевской области Украины.
Основано в 1923 году. Население по переписи 2001 года составляло 18 человек. Почтовый индекс — 56062. Телефонный код — 5164. Занимает площадь 0,236 км².

## Местный совет
56062, Николаевская обл., Казанковский р-н, с. Александровка, ул. Советская, 21